# Harapan Jaya (Tanah Abang)
Harapan Jaya is een bestuurslaag in het regentschap Muara Enim van de provincie Zuid-Sumatra, Indonesië. Harapan Jaya telt 2045 inwoners (volkstelling 2010).